# 熊爾梅
熊爾梅，江西省瑞州府高安縣人，清朝政治人物、進士出身。
光緒六年（1880年），参加庚辰科殿試，登進士二甲第106名。同年五月，著分部學習。